# Genere (arte)
Un genere è una delle tradizionali divisioni delle forme artistiche in varie tipologie, in base a criteri di quella particolare forma.
Un genere è sempre un termine vago, senza vincoli fissati. Molte opere possono inoltre essere collocate in generi diversi.
In generale ci sono tre tipi di generi:
- Quelli che riguardano l'ambientazione, come i western o la fantascienza
- Quelli che riguardano lo spirito[non chiaro], come la commedia o l'horror
- Quelli che riguardano la forma, come i musical o i saggi

Nelle arti come la musica, la pittura, la scultura e la fotografia, i generi tendono ad essere determinati dal formato e dallo stile.
Nonostante la sua vaghezza, il genere è estremamente importante. Le considerazioni di genere sono uno dei fattori più importanti nel determinare ciò che una persona vedrà o leggerà. Molti generi hanno un pubblico stabile e pubblicazioni che li sostengono, come riviste e siti web. Libri e film che sono difficili da inserire in un genere spesso sono di minor successo.
I generi sono divisi in sottogeneri (si parla anche di livelli primari e livelli secondari).
In letteratura, spesso ci riferiamo ai "generi poetici" e ai "generi in prosa". La poesia può essere suddivisa in epica, lirica e drammatica, mentre la prosa può essere divisa in narrativa e saggistica. Queste possono essere ulteriormente suddivise, e, ad esempio, la poesia drammatica si può dividere in commedia, tragedia, melodramma e così via. La divisione può continuare: la "commedia" ha i suoi generi, tra i quali la farsa, il burlesco, la commedia di maniera, la satira.
La discussione critica sul genere forse iniziò con un sistema di classificazione per la letteratura greca antica, come esposto nella Poetica di Aristotele. Per Aristotele, la poesia (odi, poemi epici, ecc.), la prosa e la performance avevano ciascuna caratteristiche specifiche che supportavano il contenuto appropriato di ciascun genere. I modelli di discorso per la commedia non sarebbero appropriati per la tragedia, ad esempio, e anche gli attori erano limitati al loro genere partendo dal presupposto che un tipo di persona potesse raccontare meglio un tipo di storia.
I generi proliferano e si sviluppano oltre le classificazioni di Aristotele, in risposta ai cambiamenti del pubblico e dei creatori. Il genere è diventato uno strumento dinamico per aiutare il pubblico a dare un senso all'imprevedibilità attraverso l'espressione artistica. Dato che l’arte è spesso una risposta a uno stato sociale, nel senso che le persone scrivono, dipingono, cantano, ballano e producono arte su ciò che conoscono, l’uso del genere come strumento deve essere in grado di adattarsi al cambiamento dei significati.

## Arti visive

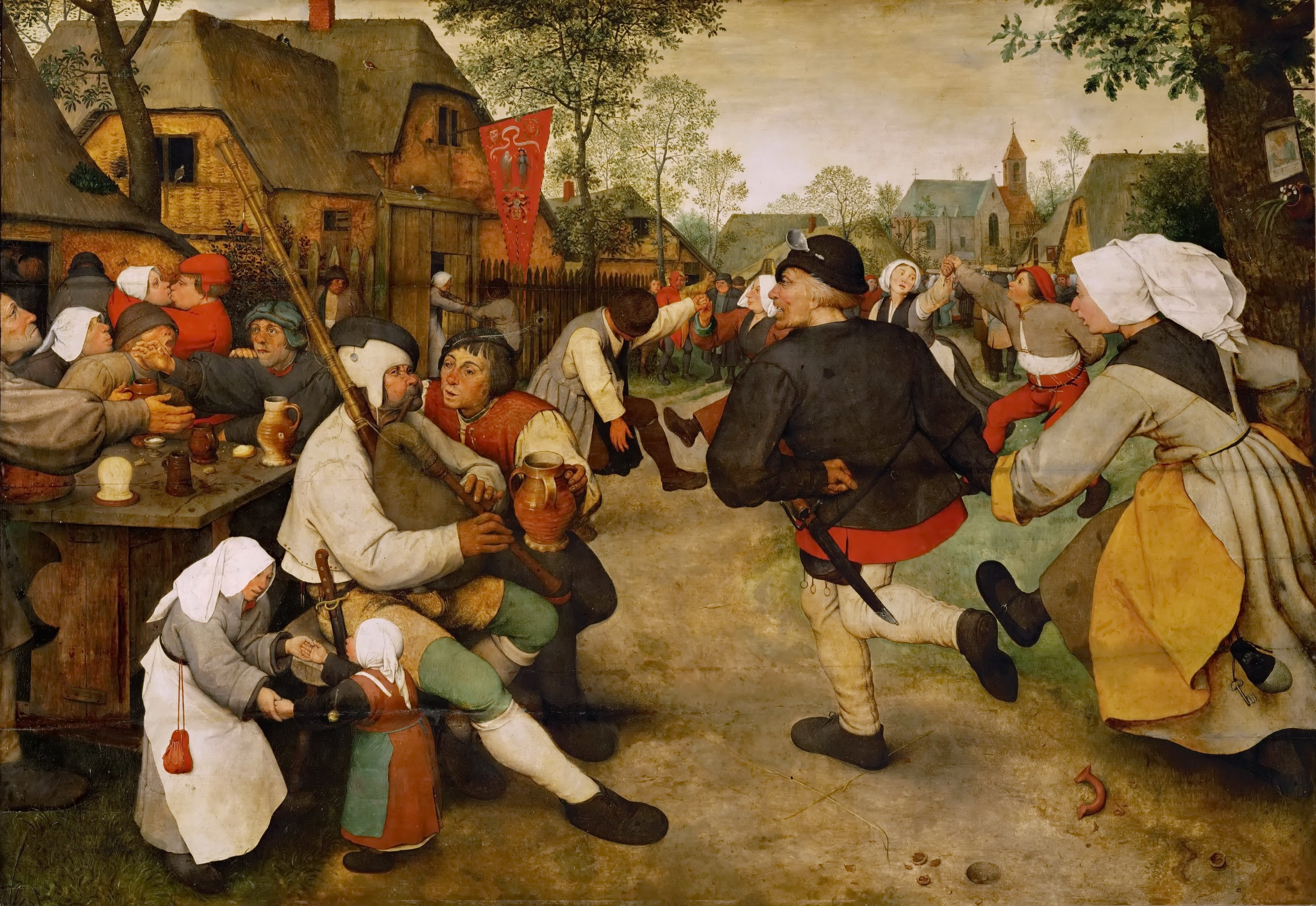
Danza di contadini, 1568 circa, un dipinto di genere.

Il termine genere è molto utilizzato nella storia e nella critica dell'arte visiva, ma nella storia dell'arte ha significati che si sovrappongono in modo piuttosto confuso. "Pittura di genere" è un termine per dipinti in cui il soggetto principale presenta figure umane a cui non è attribuita alcuna identità specifica - in altre parole, le figure non sono ritratti, personaggi di una storia o personificazioni allegoriche. Di solito trattano argomenti tratti dalla "vita quotidiana". Questi si distinguono dalle staffe: figure accessorie in quello che è principalmente un dipinto di paesaggio o di architettura. Il termine "genere" può essere utilizzato anche per riferirsi a tipi d'arte specializzati come nature morte, paesaggi, dipinti di marine e dipinti di animali, o gruppi di opere d'arte con altre caratteristiche particolari in termini di soggetto, stile o iconografia.
Il concetto di "gerarchia dei generi" era potente nella teoria artistica, soprattutto tra il XVII e il XIX secolo. Era più forte in Francia, dove era associato all'Académie française che ricopriva un ruolo centrale nell'arte accademica. I generi, applicati principalmente alla pittura, in ordine gerarchico sono:
- Pittura storica, compresi soggetti narrativi, religiosi, mitologici e allegorici
- Pittura ritrattistica
- Pittura di genere o scene di vita quotidiana
- Pittura paesaggistica (secondo il teorico olandese Samuel van Hoogstraten i paesaggisti erano i "comuni fanti dell'esercito dell'arte") e paesaggi urbani
- Pittura di animali
- Natura morta

La gerarchia si basava sulla distinzione tra l'arte che compiva uno sforzo intellettuale per "rendere visibile l'essenza universale delle cose" (imitare) e quella che consisteva semplicemente nella "copia meccanica delle apparenze particolari" (ritrarre). L'idealismo fu privilegiato rispetto al realismo in linea con la filosofia neoplatonica rinascimentale.

## Letteratura
Un genere letterario è una categoria della composizione letteraria. I generi possono essere determinati dalla tecnica letteraria, dal tono, dal contenuto o anche (come nel caso della narrativa) dalla lunghezza. Il genere non deve essere confuso con la categoria di età, in base alla quale la letteratura può essere classificata come per adulti, per giovani adulti o per bambini. Inoltre, non devono essere confusi con formati come graphic novel o libri illustrati. Le distinzioni tra generi e categorie sono flessibili e vagamente definite, spesso con sottogruppi.
I generi più generali in letteratura sono (in ordine cronologico approssimativo) epica, tragedia, commedia, romanzo e racconto. Possono appartenere tutti al genere prosa o poesia, il che mostra meglio come i generi siano definiti in modo approssimativo. Inoltre, un genere come la satira potrebbe apparire in uno qualsiasi dei precedenti, non solo come sottogenere ma come una miscela di generi. Infine, sono definiti dal movimento culturale generale del periodo storico in cui sono stati composti. Nella narrativa popolare, che è divisa soprattutto per generi, la "narrativa di genere" è il termine più comune.
In letteratura, il genere è conosciuto come una tassonomia intangibile. Questa tassonomia implica un concetto di contenimento o che un'idea sarà stabile per sempre. I primi sistemi di genere registrati nella storia occidentale possono essere fatti risalire a Platone e Aristotele. Gérard Genette, teorico letterario francese e autore di The Architext, descrive Platone come la creazione di tre generi imitativi: dialogo drammatico, narrativa pura ed epico (una miscela di dialogo e narrativa). La poesia lirica, il quarto e ultimo tipo di letteratura greca, fu esclusa da Platone come modalità non mimetica. Aristotele successivamente revisionò il sistema di Platone eliminando la pura narrativa come modalità praticabile e distinguendo in base a due criteri aggiuntivi: l'oggetto da imitare, poiché gli oggetti potevano essere superiori o inferiori, e il mezzo di presentazione come parole, gesti o versi. Essenzialmente, le tre categorie di dialogo modalità, oggetto e mezzo, epico (narrativa mista superiore), commedia (dialogo drammatico inferiore) e parodia (narrativa mista inferiore).
Genette prosegue spiegando la successiva integrazione della poesia lirica nel sistema classico durante il periodo romantico, in sostituzione della modalità narrativa pura, ora rimossa. Si riteneva che la poesia lirica, un tempo considerata non mimetica, imitasse i sentimenti, diventando la terza gamba di un nuovo sistema tripartito: dialogo lirico, epico e drammatico. Questo sistema, arrivato a “dominare tutta la teoria letteraria del romanticismo tedesco (e quindi ben oltre)…” (38), ha conosciuto numerosi tentativi di ampliamento o revisione. Tuttavia, sforzi più ambiziosi per espandere il sistema tripartito hanno portato a nuovi sistemi tassonomici di crescente portata e complessità.
Genette riflette su questi vari sistemi, paragonandoli all'originale disposizione tripartita: "la sua struttura è in qualche modo superiore a... quelli che sono venuti dopo, fondamentalmente viziati come sono dalla loro tassonomia inclusiva e gerarchica, che ogni volta riporta immediatamente l'intero gioco a una situazione di stallo e produce un vicolo cieco" (74). La tassonomia consente un sistema di classificazione strutturato del genere, in contrapposizione a un modello retorico di genere più contemporaneo.

## Film
I generi fondamentali del film possono essere considerati il dramma, il lungometraggio e la maggior parte dei cartoni animati, e il documentario. La maggior parte dei film drammatici, soprattutto quelli di Hollywood, rientrano abbastanza comodamente in uno di un lungo elenco di generi cinematografici come il western, il film di guerra, il film horror, la commedia romantica, il musical, il film poliziesco e molti altri. Molti di questi generi hanno una serie di sottogeneri, ad esempio in base all'ambientazione o al soggetto, o a uno stile nazionale distintivo, ad esempio nel musical indiano di Bollywood.

## Musica
Un genere musicale è una categoria convenzionale che identifica brani musicali come appartenenti a una tradizione condivisa o a un insieme di convenzioni. Timothy Laurie suggerisce che nel contesto degli studi sulla musica rock e pop, "il fascino della critica di genere è che crea narrazioni da mondi musicali che spesso sembrano mancarne".
La musica può essere divisa in diversi generi in più modi. La natura artistica della musica fa sì che queste classificazioni siano spesso arbitrarie e controverse e che alcuni generi possano sovrapporsi. Esistono diversi approcci accademici ai generi. Nel suo libro Form in Tonal Music, Douglass M. Green elenca il madrigale, il mottetto, la canzona, il ricercare e la danza come esempi di generi del periodo rinascimentale. Secondo Green, "L'Op. 61 di Beethoven e l'Op. 64 di Mendelssohn sono identici nel genere - entrambi sono concerti per violino - ma diversi nella forma. Tuttavia, il Rondò per pianoforte di Mozart, K. 511, e l'Agnus Dei dalla sua Messa, K. 317 sono piuttosto diversi nel genere ma sono simili nella forma." Alcuni, come Peter van der Merwe, trattano i termini genere e stile come la stessa cosa, dicendo che il genere dovrebbe essere definito come brani musicali che condividono un certo stile o "linguaggio musicale di base".
Altri, come Allan F. Moore, affermano che genere e stile sono due termini separati e che anche caratteristiche secondarie come l'argomento possono differenziare i generi. Un genere o sottogenere musicale può essere definito dalle tecniche musicali, dagli stili, dal contesto, dal contenuto e dallo spirito dei temi. L'origine geografica viene talvolta utilizzata per identificare un genere musicale, sebbene una singola categoria geografica spesso includa un'ampia varietà di sottogeneri.
Diversi studiosi di musica hanno criticato la priorità accordata alle comunità basate sul genere e alle pratiche di ascolto. Ad esempio, Laurie sostiene che "i generi musicali non appartengono a comunità isolate e autosufficienti. Le persone si muovono costantemente tra ambienti in cui diverse forme di musica vengono ascoltate, pubblicizzate e accessoriate con iconografie, narrazioni e identità di celebrità distintive che toccano anche mondi non musicali."

## Fotografia
Un genere fotografico è una categoria convenzionale che permette di classificare le diverse opere fotografiche in base ad alcuni temi o caratteristiche ricorrenti.

## Cultura popolare e altri media
Il concetto di genere viene spesso applicato, a volte in modo piuttosto approssimativo, ad altri media con un elemento artistico, come i generi dei videogiochi. Il genere e numerosi sottogeneri minuziosamente suddivisi influenzano la cultura popolare in modo molto significativo, anche perché vengono utilizzati per classificarla a fini pubblicitari. La produzione enormemente aumentata della cultura popolare nell’era dei media elettronici incoraggia la divisione dei prodotti culturali per genere per semplificare la ricerca dei prodotti da parte dei consumatori, una tendenza che Internet ha solo intensificato.

### Torah Tape
Un Torah Tape è la registrazione di una conferenza su un argomento della Torah. Storicamente si trattava di nastri fisici. Inizialmente, gli utenti di Torah Tape acquistavano i nastri per un dollaro al pezzo, ma in seguito si passò a un modello di biblioteca di prestito, in base al quale venivano venduti o prestati dalle biblioteche. Oggi i contenuti sono disponibili sui siti web, a volte tramite un modello di abbonamento.
Nel 2019 il numero di nastri prodotti ammontava a milioni di unità, comprese le conferenze pubbliche del rabbino Avigdor Miller.
Le biblioteche Torah Tape sono state aperte nell'area metropolitana di New York.
I Torah Tapes del rabbino Yissocher Frand sono registrazioni di conferenze tenute a Baltimora.

## Linguistica
Nella filosofia del linguaggio, il genere occupa un posto di rilievo nelle opere del filosofo e studioso di letteratura Mikhail Bachtin. Le osservazioni fondamentali di Bachtin riguardavano i "generi discorsivi" (l'idea di eteroglossia), modi di parlare o scrivere che le persone imparano a imitare, intrecciare e manipolare (come "lettera formale" e "lista della spesa" o "lezione universitaria" e "aneddoto personale"). In questo senso, i generi sono socialmente specificati: riconosciuti e definiti (spesso in modo informale) da una particolare cultura o comunità. L'opera di Georg Lukács tocca anche la natura dei generi letterari, apparendo separatamente ma nello stesso periodo (anni '20 -'30) di Bachtin. Norman Fairclough ha un concetto simile di genere che enfatizza il contesto sociale del testo: i generi sono "modi diversi di (inter)agire discorsivamente" (Fairclough, 2003: 26).
Il genere di un testo può essere determinato da:
1. Funzione linguistica.
2. Tratti formali.
3. Organizzazione testuale.
4. Relazione tra situazione comunicativa e tratti formali e organizzativi del testo (Charaudeau e Maingueneau, 2002: 278–280).

## Retorica
Nel campo della retorica, i teorici del genere di solito intendono i generi come tipi di azioni piuttosto che come tipi o forme di testi. In questa prospettiva, i testi sono canali attraverso i quali i generi vengono messi in atto. Il lavoro di Carolyn Miller è stato particolarmente importante per questa prospettiva. Basandosi sul concetto di situazione retorica di Lloyd Bitzer, Miller sostiene che i problemi retorici ricorrenti tendono a suscitare risposte ricorrenti; basandosi su Alfred Schütz, argomenta che queste risposte ricorrenti diventano "tipizzate" - cioè costruite socialmente come tipi riconoscibili. Miller sostiene che queste "azioni retoriche tipizzate" (p. 151) sono propriamente intese come generi.
Prendendo spunto da Miller, Charles Bazerman e Clay Spinuzzi hanno sostenuto che i generi intesi come azioni traggono il loro significato da altri generi, cioè da altre azioni. Bazerman propone quindi di analizzare i generi in termini di “sistemi di genere”, mentre Spinuzzi preferisce il concetto, strettamente correlato, di “ecologie di genere”. Reiff e Bawarshi definiscono l'analisi di genere come una lettura critica dei modelli di comunicazione delle persone in diverse situazioni.
Questa tradizione ha avuto implicazioni per l'insegnamento della scrittura nei college e nelle università americane. Combinando la teoria retorica dei generi con la teoria delle attività, David Russell ha proposto che i corsi di composizione inglese standard non siano adatti a insegnare i generi che gli studenti scriveranno in altri contesti universitari e oltre. Elizabeth Wardle sostiene che i corsi di composizione standard insegnano i generi, ma che questi sono "generi bastardi" non autentici che spesso sono di scarsa utilità al di fuori dei corsi di composizione.
Il genere è efficace come strumento retorico perché consente a chi parla di impostare il contesto per una discussione retorica. Devitt, Reiff e Bawarshi suggeriscono che i generi retorici possono essere assegnati sulla base di un'attenta analisi dell'argomento e della considerazione del pubblico.
Il genere è legato alla teoria della somiglianze di famiglia di Ludwig Wittgenstein in cui descrive come i generi agiscono come un albero genealogico, dove i membri di una famiglia sono imparentati, ma non copie esatte l'uno dell'altro.

## Sottogenere
Un sottogenere è un subordinato all'interno di un genere. Due storie che appartengono allo stesso genere possono a volte differire nel sottogenere. Ad esempio, se una storia fantasy presenta elementi più oscuri e spaventosi, apparterrebbe al sottogenere del dark fantasy; mentre un'altra storia fantasy che presenta spade magiche e maghi apparterrebbe al sottogenere di sword and sorcery.

## Microgenere
Un microgenere è una classificazione ristretta e altamente specializzata di una pratica culturale. Il termine è entrato in uso nel 21º secolo e più comunemente si riferisce alla musica. È anche associato alle categorie iperspecifiche utilizzate nelle raccomandazioni per programmi televisivi e film su piattaforme di streaming digitale come Netflix, e talvolta viene utilizzato in modo più ampio dagli studiosi che analizzano forme di nicchia in altri periodi e altri media.

## Generi per settore
- cinematografici
- fotografici
- letterari
- musicali
- pittorici
- teatrali
- televisivi
- videoludici